# Panticosa
Panticosa (Pandicosa en aragonès) és una localitat de la província d'Osca, situada a la comarca de l'Alt Gàllego.

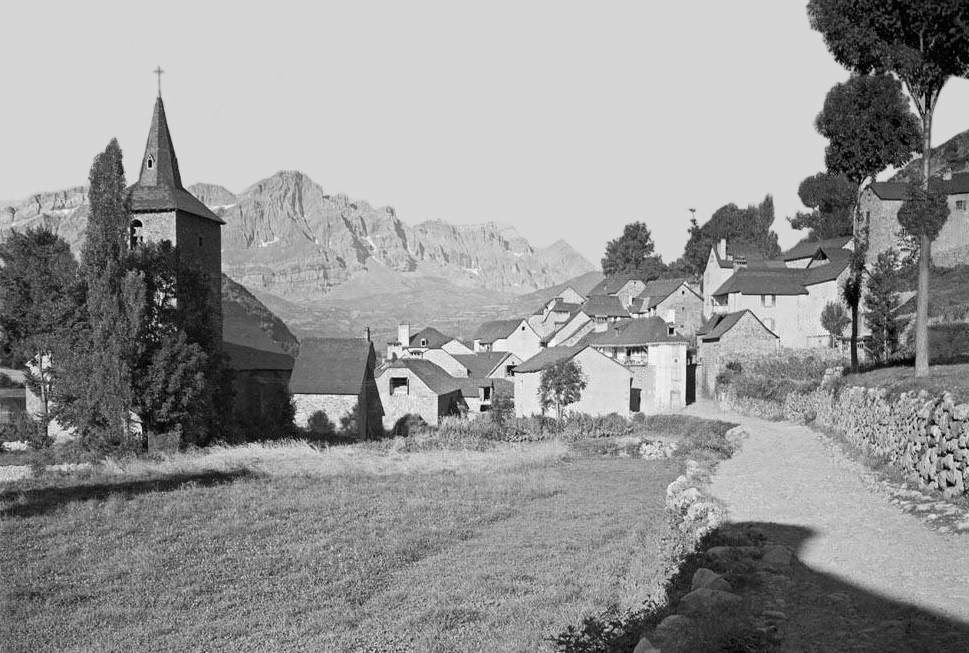
El poble de Panticosa en una fotografia de 1910

 Panticosa és un poble de muntanya d'uns 600 habitants en el qual es troba l'estació d'esquí alpí Panticosa los Lagos. La seva economia està basada en el turisme, ja que disposa de nombrosos hotels i restaurants que s'omplen al complet a l'hivern i a l'estiu. Està situat a la vall de Tena, a pocs quilòmetres de Formigal i de Sallent de Gállego; el poble més proper a Panticosa és El Pueyo de Jaca, d'amb prou feines 100 habitants, on hi ha un alberg al qual tots els hiverns acudeixen nens dels col·legis per esquiar a l'estació, i a l'estiu acudeixen colònies també infantils i juvenils. A pocs quilòmetres de Panticosa es troba un balneari d'aigües termals, Baños de Panticosa, on acudeixen persones de tot el país per relaxar-se a les seves termes.
El municipi forma part de la zona del Port d'Otal-Cotefablo, Lloc d'Importància Comunitària.